# 小林由佳 (空手家)
小林 由佳（こばやし ゆか、女性、1986年3月22日 - ）は、日本のフルコンタクト系空手家。東京都豊島区出身。その容姿からアイドル的な人気があり、バラエティ番組などにも多数出演している。

## 人物
芦原会館西山道場所属。二段。目白大学人間学部心理カウンセリング学科卒業。所属事務所はBBMスポーツ・コミッション。BBMSCが発表している2007年時点の身体サイズは、身長150cm、体重40kg、スリーサイズ・B80 W58 H80。血液型・B型。
中学3年生だった2000年に極真全日本青少年大会でデビューし、高校在学中「女子高生空手家」として注目される。2007年7月時点の通算成績は177勝22敗。優勝は41回、準優勝が9回、3位が6回。2005年の成績は全日本女子空手道選手権大会無差別級で優勝、ワールドカップ軽量級で3位となっている。女子総合格闘技「ラブインパクト」・「スマックガール」には空手ルールで参戦、2007年7月までに7戦7勝している。
2008年春からは一般企業に就職し社会人としての生活もスタートさせている。
2009年、映画「ハイキック・ガール!」で主演の武田梨奈と格闘を演じている。

## エピソード
- 西山道場を選んだのは、中学生時代の冬休みに何か習いごとを始めようとタウンページで調べたらたまたま家から近かったから。空手も最初からこれと決めていたわけでもなく、「体を動かす」系なら何でもよかったらしい。
- スポーツ新聞では「地上最萌のカラテ」、「空手界の山口もえ」などと毎回のように珍妙なニックネームをつけるが、どれひとつとして定着していない。
- 顔面等への意図しない反則攻撃を頻繁に受けるが、これは身長が低く（一般には150cmや151cmと表記されるが、西山道場によると正確には149.5cm）相手の狙いが外れやすいため。
- 2003年8月31日の第18回全関西空手道選手権大会フルコンタクトの部では準決勝で兼光のぞみの前蹴りが股間にクリーンヒットし悶絶、一時試合中断に至った。
- 2005年9月11日に出場したKARATE EXPO（第2回国際女子空手道選手権大会）フルコンタクトの部では、ハンガリーのイベット・トッスから4度も連続顔面攻撃を受け、昏倒し担架で運ばれた。この結果、初戦敗退となった。
- テレビ番組『ジャンクSPORTS』では、相手の蹴りが自分に決まると思わず「ウフン!」となってしまうとコメントし、司会を務めるダウンタウンの浜田雅功から「ドMやんか!」と言われた。

## 主な成績
- 拳成会関東実戦空手道選手権大会 中学女子の部 優勝
- 新極真会 全関東大会 ライトコンタクト 準優勝
- 空手道MACジャパンカップ選手権大会 中学・高校女子の部 優勝
- 新極真会 全関西大会 高校女子の部 優勝
- 白蓮会館統一全日本ジュニア選手権大会 高校女子の部 優勝
- 極真全日本青少年大会 高校女子 優勝
- 新極真会 全日本女子大会 ライトコンタクト 優勝
- 士道館全国少年少女大会 高校女子の部 優勝
- 極真連合会全日本ジュニア大会 高校女子軽量級 優勝
- 新極真会 全日本女子大会 ライトコンタクト 優勝
- 新極真会 全日本女子大会 軽量級 3位

## 主な出演作品

### バラエティ番組
- NANDA!? 年末スペシャル 最強スイミング王決定戦2005（2005年12月23日、テレビ朝日） - 女子8人中3位と健闘。
- スポーツ美女と野獣 〜美女アスリート舞踏会〜（2005年12月30日、日本テレビ）
- 志村&所の戦うお正月（2006年1月1日、テレビ朝日）
- いいヤツちょーだい!!アンタッチャブルSP（2006年10月2日、テレビ朝日）
- ジャンクSPORTS（2006年12月17日、フジテレビ）
- 踊る!さんま御殿!!（2007年5月8日、日本テレビ）
- ダウンタウンDX（2007年7月19日、日本テレビ）
- おもてなし音楽バラエティ むちゃ∞ブリ!（2007年9月25日、テレビ東京）
- うたばん （2007年12月20日、TBS）
- そろってファイト!ウルトラマンレオ体操 （2008年5月19日 - 、CSファミリー劇場）
- 魔女たちの22時（2009年5月19日、日本テレビ）

### 映画
- 「ハイキック・ガール!」（2009年5月30日 - ）

### CM
- サントリー、ゲータレード（2004年）

## リリース作品

### DVD
- 小林由佳ファーストDVD 「小林由佳」（2007年6月、ポニーキャニオン）
- 小林由佳のキセキ（2008年5月、クエスト）

### 写真集
- 空手もえ （2007年5月、ポニーキャニオン）ISBN 978-4594053673